# Gare de Manciet
La gare de Manciet est une gare ferroviaire française de la ligne de Port-Sainte-Marie à Riscle, située sur le territoire de la commune de Manciet, dans le département du Gers, en région Occitanie.
Elle est mise en service en 1893 par la Compagnie des chemins de fer du Midi et du Canal latéral à la Garonne.

## Situation ferroviaire
Établie à 123 mètres d'altitude, la gare de Manciet est située au point kilométrique (PK) 201,04 de la ligne de Port-Sainte-Marie à Riscle, entre les gares de Gaillon et de Nogaro.

## Service des voyageurs
Gare fermée située sur une section de ligne déclassée.

## Patrimoine ferroviaire
L'ancien bâtiment voyageurs a été réaffecté à un usage privé. La voie ferrée est toujours présente.